# Вивьен, Жозеф
Жозеф Вивьен (фр. Joseph Vivien; 1657, Лион — 5 декабря 1734, Бонн) — французский живописец и рисовальщик пастелью, портретист.

## Биография
Жозеф Вивьен родился в Лионе, на юго-востоке Франции, в 1677 году уехал в Париж, обучался в Королевской академии живописи и скульптуры в мастерской Франсуа Боннемера. Он также нанялся на работу в мастерскую известного придворного живописца Шарля Лебрена.
Жозеф Вивьен стал знаменит благодаря портретам, нарисованным в относительно редкой технике пастели. Он стал главным популяризатором рисованного пастельного портрета во Франции. Он придал пастели силу тона и эффекты, которые могли соперничать с цветосилой красок масляной живописи. За эти достижения Вивьен получил прозвание «Ван Дейк пастели».
В 1698 он был принят в Королевскую Академию живописи и скульптуры. Вскоре назначен советником Академии, получил жалование и жильё при Королевской мануфактуре гобеленов.
Из Парижа Вивьен отправился в Брюссель. Затем был приглашён курфюрстом Кёльна, работал в Мюнхене, в качестве придворного живописца Максимилиана Эммануила, курфюрста Баварии. Жозеф Вивьен долгое время оставался на службе у курфюрста, который высоко ценил его и называл своим первым живописцем. В год своей смерти он начал писать большую картину маслом, изображающую всю семью выборщиков курфюрста, которую сам хотел отвезти Максимилиану. Сначала он отправился в Бонн, к кёльнскому курфюрсту, но преклонный возраст не позволил ему вынести трудности пути и он умер в Бонне.
Жозеф Вивьен создал целую галерею портретов членов правящих семей, аристократов, глав правительств, видных представителей культуры и церкви нескольких европейских государств.

## Галерея

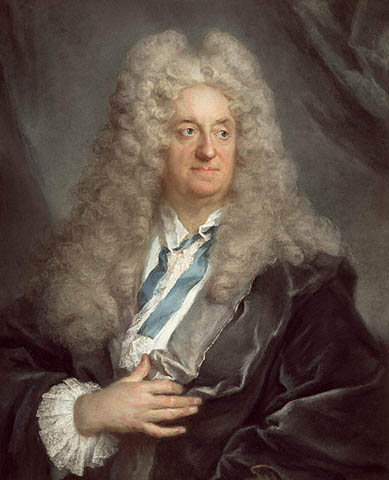
Мужской портрет. Ок. 1725. Бумага, пастель. Центр Гетти, Лос-Анджелес
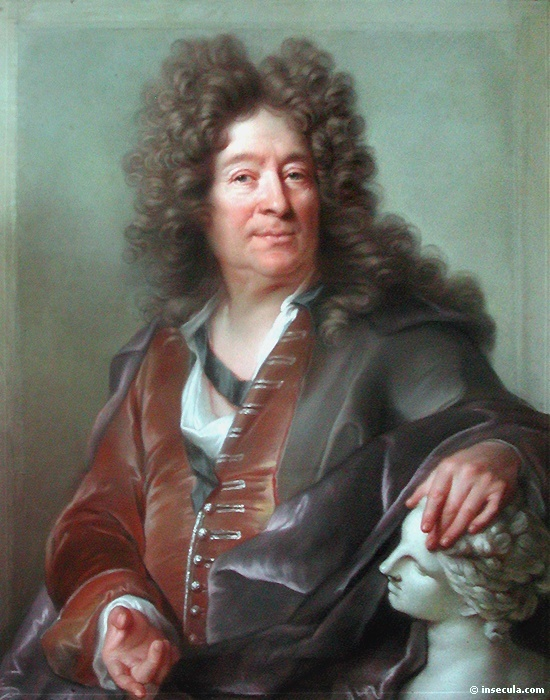
Портрет скульптора Франсуа Жирардона. 1701. Голубая бумага, пастель. Лувр, Париж
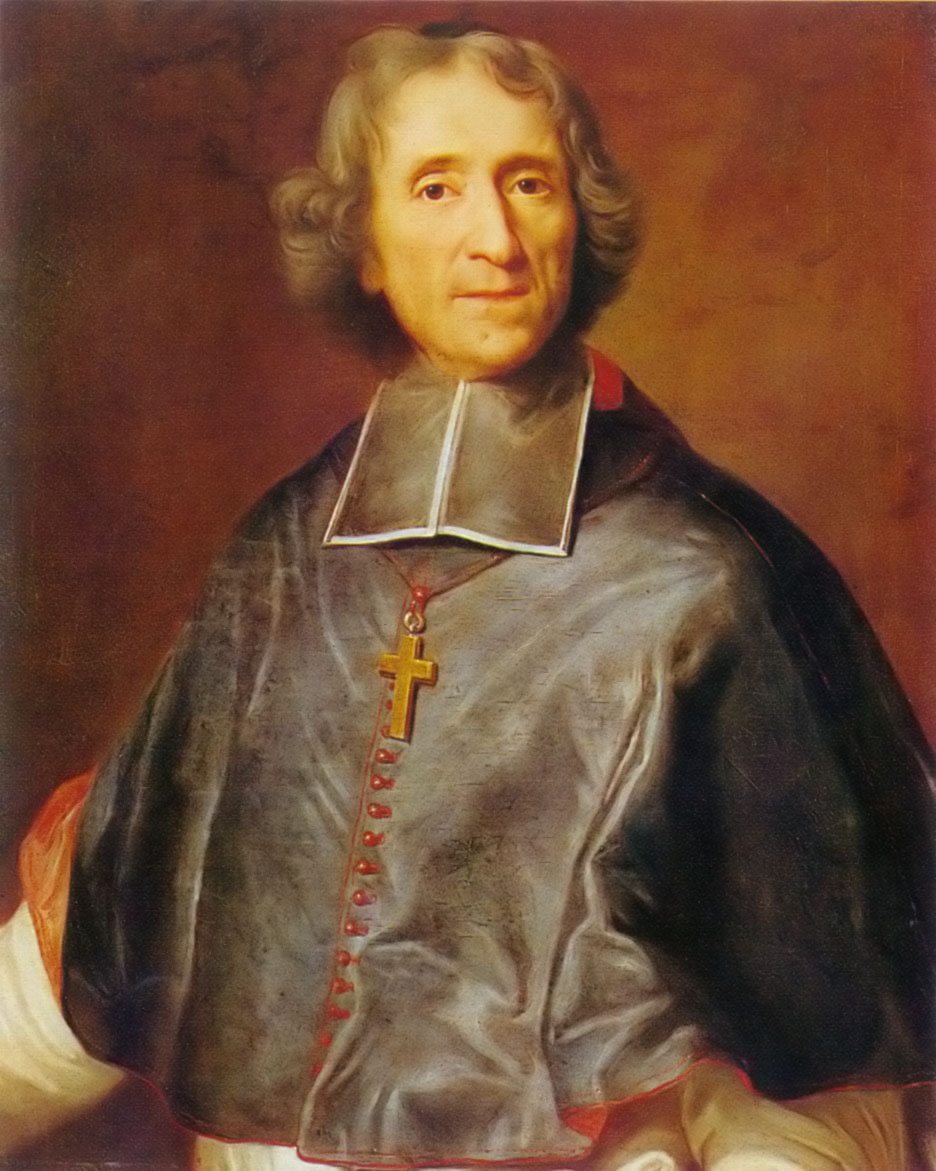
Портрет Франсуа Фенелона, архиепископа Камбре. 1713. Холст, масло. Старая пинакотека, Мюнхен
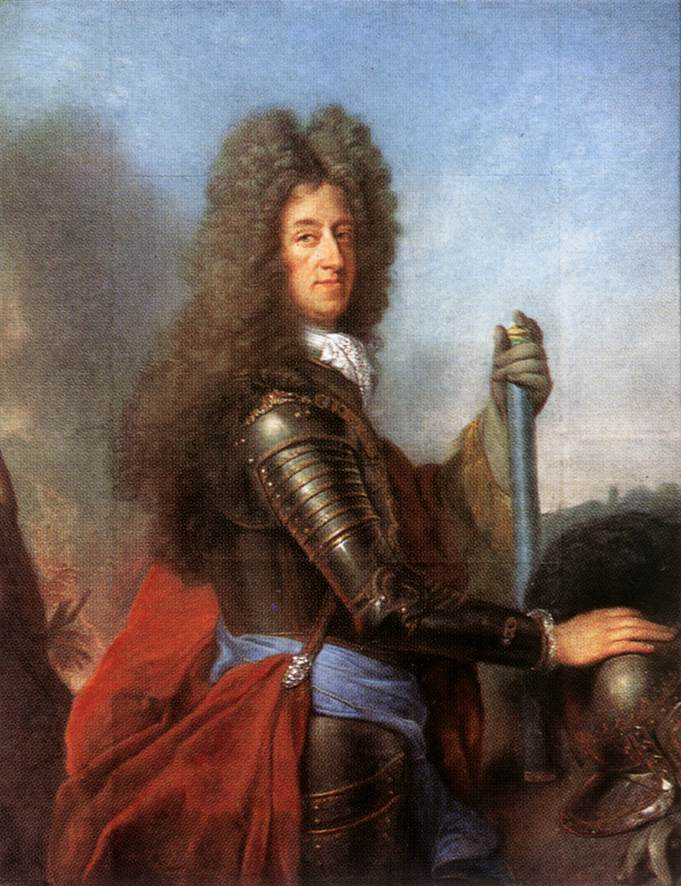
Портрет Максимилиана II, курфюрста Баварии. Бумага, пастель. Галерея Нового замка, Обершлайсхайм
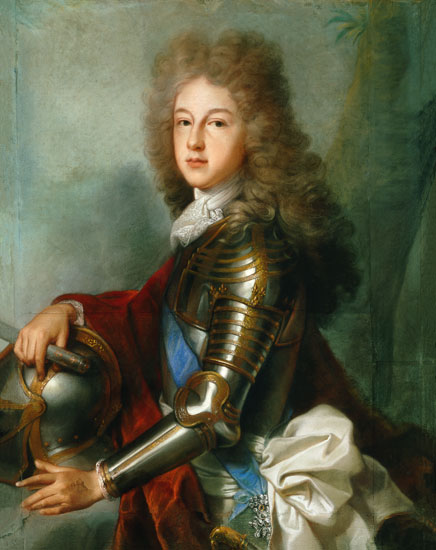
Портрет принца Филиппа Анжуйского. Между 1657 и 1734. Галерея Нового замка, Обершлайсхайм